# Пшедеч
Пшедеч (пољ. Przedecz) град је у Пољској у Војводству великопољском. По подацима из 2012. године број становника у месту је био 1782.

## Становништво
| 2012. |
| ----- |
| 1.782 |

## Партнерски градови
- Званични веб-сајт